# 24 ur Le Mansa 1923
24 ur Le Mansa 1923 je bila prva vzdržljivostna dirka 24 ur Le Mansa. Potekala je 26. in 27. maja 1923.

## Rezultati

### Uvrščeni
| Poz | Razred | Št | Moštvo                                                        | Dirkači                                        | Šasija                          | Motor                     | Krogi |
| --- | ------ | -- | ------------------------------------------------------------- | ---------------------------------------------- | ------------------------------- | ------------------------- | ----- |
| 1   | 3.0    | 9  | Brez imena                                                    | André Lagache René Léonard                     | Chenard & Walcker Sport         | Chenard & Walcker 3.0L I4 | 128   |
| 2   | 3.0    | 10 | Brez imena                                                    | Raoul Bachmann Christian d'Auvergne            | Chenard & Walcker Sport         | Chenard & Walcker 3.0L I4 | 124   |
| 3   | 2.0    | 23 | Brez imena                                                    | Paul Gros Raymond de Tornaco                   | Bignan 11HP Desmo Sport         | Bignan 2.0L I4            | 120   |
| 4   | 3.0    | 8  | Capt. J.F. Duff                                               | Capt. John F. Duff Frank Clément               | Bentley 3 Litre Sport           | Bentley 3.0L I4           | 112   |
| 5   | 2.0    | 24 | Brez imena                                                    | Philippe de Marne Jean Martin                  | Bignan 11HP Commercial          | Bignan 2.0L I4            | 112   |
| 6   | 8.0    | 1  | Compagnie Nationale Excelsior                                 | André Dills Nicolas Caerels                    | Excelsior Albert 1er            | Excelsior 5.3L I6         | 112   |
| 7   | 3.0    | 11 | Brez imena                                                    | Fernand Bachmann Raymond Glaszmann             | Chenard & Walcker Tourisme      | Chenard & Walcker 3.0L I4 | 110   |
| 8   | 5.0    | 7  | Brez imena                                                    | Gérard de Courcelles André Rossignol           | Lorraine-Dietrich B3-6          | Lorraine-Dietrich 3.4L I6 | 108   |
| 9   | 8.0    | 2  | Compagnie Nationale Excelsior                                 | Gonzaque Lécureul "Flaud"                      | Excelsior Albert 1er            | Excelsior 5.3L I6         | 106   |
| 10  | 1.5    | 28 | Brez imena                                                    | Max de Pourtealés Sosthene de la Rochefoucauld | Bugatti Brescia 16S             | Bugatti 1.5L I4           | 104   |
| 11  | 3.0    | 17 | Brez imena                                                    | "Migeot" Eugéne Verpault                       | Brasier TC4                     | Brasier 2.1L I4           | 99    |
| 12  | 1.1    | 34 | Brez imena                                                    | Lucien Desvaux Georges Casse                   | Salmson VAL3                    | Salmson 1.1L I4           | 98    |
| 13  | 3.0    | 16 | Brez imena                                                    | "Belbue" Paul Torchy                           | Delage DE 11HP                  | Delage 2.1L I4            | 98    |
| 14  | 3.0    | 19 | Brez imena                                                    | Charles Montier Albert Ouriou                  | Montier Speciale (Ford Model T) | Montier 2.0L I4           | 97    |
| 15  | 1.1    | 33 | Brez imena                                                    | Maurice Benoist Luis Ramon Buenovinci          | Salmson VAL3                    | Salmson 1.1L I4           | 93    |
| 16  | 2.0    | 21 | Brez imena                                                    | M. Cappé Jean Dourianou                        | Georges Irat 4/A3               | Georges Irat 2.0L I4      | 93    |
| 17  | 3.0    | 14 | Brez imena                                                    | Jean de Marguenat Gaston Delalande             | Rolland-Pilain B22              | Rolland-Pilain 2.3L I4    | 92    |
| 18  | 1.1    | 35 | Brez imena                                                    | Maurice Boutmy Jérôme Marcandanti              | Amilcar CV                      | Amilcar 1.0L I4           | 89    |
| 19  | 5.0    | 5  | Brez imena                                                    | Robert Bloch "Stalter"                         | Lorraine-Dietrich               | Lorraine-Dietrich 3.4L I6 | 88    |
| 20  | 3.0    | 12 | Brez imena                                                    | Edouard Probst "Redon"                         | Berliet VH 12HP                 | Berliet 2.6L I4           | 88    |
| 21  | 3.0    | 15 | Brez imena                                                    | Louis Sire Georges Guignard                    | Rolland-Pilain R                | Rolland-Pilain 2.2L I4    | 84    |
| 22  | 1.5    | 29 | Brez imena                                                    | Louis Pichard René Marie                       | Bugatti Brescia 16S             | Bugatti 1.5L I4           | 82    |
| 23  | 2.0    | 25 | Brez imena                                                    | Jean Pouzet Edmond Pichon                      | Rolland-Pilain RP               | Rolland-Pilain 1.9L I4    | 80    |
| 24  | 2.0    | 24 | Brez imena                                                    | Jules Robin Gérard Mariner                     | Rolland-Pilain RP               | Rolland-Pilain 1.9L I4    | 80    |
| 25  | 1.5    | 30 | Brez imena                                                    | Louis Balart Charles Drouin                    | Corre La Licorne                | Corre 1.4L I4             | 80    |
| 26  | 2.0    | 27 | Brez imena                                                    | Léon Molon Lucien Molon                        | Vinot Deguingand BP 10HP        | Vinot Deguingand 1.8L I4  | 77    |
| 27  | 3.0    | 18 | Brez imena                                                    | "Maillon" Léopold Jougeut                      | Brasier TB4                     | Brasier 2.1L I4           | 76    |
| 28  | 2.0    | 20 | Brez imena                                                    | Albert Colomb W. Lestienne                     | Corre La Licorne EV 12CV        | Corre 2.0L I4             | 74    |
| 29  | 2.0    | 22 | Brez imena                                                    | "Milhaud" Pierre Malleveau                     | Georges Irat 4/A3               | Georges Irat 2.0L I4      | 73    |
| 30  | 1.1    | 32 | Société des Automobiles a Refroidissements par Air (S.A.R.A.) | Lucien Erb Robert Battagliola                  | S.A.R.A. ATS                    | S.A.R.A. 1.1L I4          | 57    |

### Odstopi
| Poz | Razred | Št | Moštvo                                                        | Dirkači                          | Šasija                 | Motor                     | Krogis |
| --- | ------ | -- | ------------------------------------------------------------- | -------------------------------- | ---------------------- | ------------------------- | ------ |
| 31  | 5.0    | 6  | Brez imena                                                    | Henri Stoffel R. Labouchére      | Lorraine-Dietrich B3-6 | Lorraine-Dietrich 3.4L I6 | 50     |
| 32  | 3.0    | 13 | Brez imena                                                    | Roland Jacquot Georges Ribail    | Brasier VH 12HP        | Brasier 2.6L I4           | 44     |
| 33  | 1.1    | 31 | Société des Automobiles a Refroidissements par Air (S.A.R.A.) | Francois Piazzoli André Marandet | S.A.R.A. ATS           | S.A.R.A. 1.1L I4          | 14     |

#### Statistika
- Najhitrejši krog - #8 Bentley - 9:39
- Razdalja - 2209.536km
- Povprečna hitrost - 92.064km/h